# 수송동 (군산시)
수송동(秀松洞)은 대한민국의 전북특별자치도 군산시의 동이다.

## 연혁
수송동은 1973년 7월 1일 옥구군 미면 둔율리·경장리가 수송동·미장동으로, 옥산면 지곡리가 지곡동으로 각각 개칭하여 편입된 지역이다.

## 유래
1964년 옥구군 4개면 6개리를 군산시로 편입하기 위한 추진위원회 위원장으로 애육원, 학교 등을 운영하던 사회기업가 김영천씨가 추대되었음. 김영천씨가 이사장으로 있던 계성학원은 1972년 수송고등학교(현 수송제일아파트)를 설립함. ‘수송’이라는 명칭은 당시 동 중심에 있던 소나무동산의 빼어난 소나무의 형상과 나라의 동량인 인재를 많이 배출하라는 의미에서 빼어날 秀와 소나무 松을 사용함.
1973년 옥구군 6개리가 군산시로 편입되어 경장리, 둔율리, 지곡리를 관할하는 동사무소를 개소하면서 당시 다방면으로 지역사회에 기여해왔던 계성학원(서중, 수송고 재단)의 영향으로 동 명칭을 ‘수송동’으로 정함. 첫 동사무소는 수송고등학교 교실의 일부를 사용하다 수송동 33-18번지(현 다문화가족지원센터)에 동사무소를 신축하였고, 2009년 현재의 위치로 이전함.
이후 수송고등학교(계성학원)는 중앙고등학교(광동학원)로 인수되어 현재 ‘수송’이라는 명칭은 동 명칭으로만 남아있음.

## 법정동
- 수송동(秀松洞)
- 미장동(米場洞)
- 지곡동(紙谷洞)

## 주거
| 단지명                       | 건설사                 | 시행사                        | 주소                | 주소   | 입주               | 비고 |
| ---------------------------- | ---------------------- | ----------------------------- | ------------------- | ------ | ------------------ | ---- |
| 수송현대                     | 현대산업개발           | 현대산업개발                  | 진포1길 10          | 수송동 | 1997년 6월         |      |
| 수송 아이파크                | 현대산업개발           | 제이플러스씨앤디㈜            | 수송동로 91         | 수송동 | 2008년 9월         |      |
| 미장 아이파크 1차            | 현대산업개발           | ㈜하나자산신탁 ㈜에스엔엘     | 미장남로 10         | 미장동 | 2015년 1월         |      |
| 미장 아이파크 2차            | 현대산업개발           | ㈜하나자산신탁 ㈜성원         | 미장안길 45         | 미장동 | 2017년 5월         |      |
| 군산 호수공원 아이파크       | 현대산업개발           | ㈜하나자산신탁 ㈜은성종합개발 | 백토로 263          | 지곡동 | 2024년 2월         |      |
| 군산 레이크시티 아이파크     | 현대산업개발           | ㈜신한자산신탁 ㈜은성종합개발 |                     | 지곡동 | 2026년 11월 (예정) |      |
| 수송공원 삼성쉐르빌          | 삼성중공업             | ㈜스피릿나인                  | 경포천로 66         | 미장동 | 2009년 12월        |      |
| 미장 코아루                  | ㈜새한종합건설         | 한국토지신탁                  | 미장안길 42         | 미장동 | 2007년 6월         |      |
| 지곡 은파 코아루             | ㈜나드리건설           | 한국토지신탁                  | 동지곡길 53         | 지곡동 | 2006년 12월        |      |
| 수송 제일 오투그란데 1차     | 제일건설㈜             | 제일건설㈜                    | 축동로 42 (1단지)   | 수송동 | 2008년 10월        |      |
| 수송 제일 오투그란데 1차     | 제일건설㈜             | 제일건설㈜                    | 축동로 34 (2단지)   | 수송동 | 2008년 10월        |      |
| 수송 제일 오투그란데 2차     | 제일건설㈜             | 제일건설㈜                    | 수송동로 105        | 수송동 | 2011년 3월         |      |
| 수송 한라비발디              | ㈜에이치엘디앤아이한라 | 건우피엠㈜                    | 수송동로 36 (1단지) | 수송동 | 2008년 11월        |      |
| 수송 한라비발디              | ㈜에이치엘디앤아이한라 | 건우피엠㈜                    | 수송동로 20 (2단지) | 수송동 | 2008년 11월        |      |
| 군산 한라비발디 더 프라임    | ㈜에이치엘디앤아이한라 | 코리아신탁㈜ (유)나눔디앤씨   |                     | 지곡동 | 2026년 3월 (예정)  |      |
| 군산 한라비발디 은파레이크뷰 | ㈜에이치엘디앤아이한라 | 교보자산신탁㈜ ㈜디앤아이     |                     | 지곡동 | 2025년 12월 (예정) |      |

## 교육
- 군산수송초등학교 (수송동)
- 군산월명초등학교 (수송동)
- 군산푸른솔초등학교 (수송동)
- 군산아리울초등학교 (수송동)
- 군산초등학교 (지곡동)
- 군산지곡초등학교 (지곡동)
- 군산미장초등학교 (미장동)
- 군산진포중학교 (수송동)
- 군산동산중학교 (지곡동)
- 군산여자상업고등학교 (지곡동)
- 군산중앙여자고등학교 (수송동)

## 유통
- 롯데마트 군산점